# 亨尼克 (新罕布什爾州普查規定居民點)
亨尼克（英語：Henniker）是位於美國新罕布什爾州梅里馬克縣的普查規定居民點。

## 人口
根據2020年美國人口普查的數據，亨尼克的面積為3.67平方千米，皆為陸地。當地共有人口3166人，而人口密度為每平方千米862.67人。